# Drama Queen (álbum)
Drama Queen es el segundo álbum de estudio de la cantante española Angy, lanzado el 7 de mayo de 2013 bajo el sello discográfico Sony Music. El primer sencillo es Boytoy y fue lanzado el 3 de marzo de 2013. El álbum fue grabado en Escocia, producido por Chris Gordon quien trabajó en el popular Tarántula de Mónica Naranjo. Angy dijo que el segundo sencillo iba a ser Solitude, pero finalmente se descartó y confirmó el 24 de julio de 2013 en una visita al chat virtual Habbo que el siguiente sencillo del disco sería la canción Once, pero desde entonces no se ha sabido nada de éste.

## Información
La cantante define el disco como "lo mejor que he hecho en la música, el disco es muy rítmico y predomina el pop, es un trabajo diferente a todo lo que he hecho antes y me gusta". 
En Drama Queen ha participado el productor Chris Gordon, quien antes también había trabajado con grandes artistas conocidos mundialmente como Mónica Naranjo.  Angy ha afirmado sobre el disco que en los momentos de su lanzamiento, la música era lo primero. “Ha llegado el momento definitivo y hay que aprovecharlo, darlo todo. Quiero volcarme en la promoción, en los conciertos en directo, que es de lo que más ganas tengo. Mi banda y carretera." 
El álbum fue grabado y mezclado en Escocia (Glasgow). Fue mezclado por Stephen Fitzmaurice (quien ha trabajado con Kylie Minogue, U2, Tina Turner, Depeche Mode, Craig David o Jamelia entre otros). También ha colaborado el famoso productor Tony Sánchez-Ohlsson.

### Lanzamiento y ventas
En un principio se dijo que el disco iba a salir a principios de mayo, y así fue cuando finalmente fue lanzado el 7 de ese mes. 
Entró directamente al número 35 de ventas en Promusicae y al 10 en iTunes.

### Sencillos
Boytoy fue el primer sencillo. Fue lanzado en marzo de 2013, a unos meses antes de que saliera el disco. Es posiblemente la canción que mejor refleja el cambio del sonido pop rock del anterior álbum al dance de este nuevo. Tuvo bastante éxito y repercusión en Internet, consiguiendo entrar en el Top 20 de singles en iTunes y a la lista de los 40 Principales.
Once fue elegida en junio de 2013 como segundo sencillo. Es una balada divertida y pop, y completamente diferente a los temas lentos que se hacen en España, recordando a artistas americanos. Después de anunciarla como segundo sencillo, no se supo nada más y no tuvo estancia en radios ni videoclip, el cual posiblemente sea lanzado pronto. 

## Lista de canciones
El álbum estuvo listo para preordenarse días antes de su salida. iTunes publicó así el listado de canciones.

| Drama Queen |                                    | |          |  |
| N.º         | Título                             | Escritor(es)                                                                                                  | Duración |  |
| 1.          | «Intro»                            | Angy Fernández y Nicholas Paul Gaudet                                                                         | 1:31     |  |
| 2.          | «Boytoy»                           | Mackenzie, Hicklin, Swinnen y D´Haese                                                                         | 3:44     |  |
| 3.          | «Once»                             | Hayley Warner y Lindsay Rimes                                                                                 | 3:48     |  |
| 4.          | «Solitude»                         | Steve Mac y Ina Wroldson                                                                                      | 3:42     |  |
| 5.          | «I Can't Make You Happy»           | Heather Dawn Bright y busbee                                                                                  | 3:34     |  |
| 6.          | «Honesty Is Overrated»             | A. Nierow, P. Habib y J. Joya                                                                                 | 3:41     |  |
| 7.          | «Die With Me»                      | Gen Rubin y Sebastian Basco                                                                                   | 3:04     |  |
| 8.          | «Silly Boy»                        | Anne Judith Wik, Ronny Svendsen, Nermin Harambasic, Robin Jenssen y Noelle Handing                            | 3:28     |  |
| 9.          | «I Should Be With You»             | Steve Mac y Ina Wroldson                                                                                      | 3:24     |  |
| 10.         | «Beautiful Mistake»                | Blair Nicholas Somerled Mackichan, Carl Johan Isac Gustafsson, Fredrik Häggstam y Sebastian Per Emil Lundberg | 3:26     |  |
| 11.         | «Wasted»                           | Johnny Sánchez, Jonas Thander, Charlie Mason, Tony Sanchez y Ohlsson                                          | 3:48     |  |
| 12.         | «Gotta Remember To Forget You»     | Jaakko Salovaara, Michelle Leonard, Ben Plant y Aaron Shanahan                                                | 4:07     |  |
| 13.         | «Boytoy (Fashion Beat Team Remix)» | Mackenzie, Hicklin, Swinnen y D´Haese                                                                         | 3:17     |  |
| 46:06       |                                    | |          |  |